# Liste der Naturdenkmale in Wald (Hohenzollern)
| Naturdenkmale | Anzahl |
| ------------- | ------ |
| FND           | 1      |
| END           | 5      |
| Gesamt        | 6      |

Die Liste der Naturdenkmale in Wald nennt die verordneten Naturdenkmale (ND) der im baden-württembergischen Landkreis Sigmaringen liegenden Gemeinde Wald. In Wald gibt es insgesamt sechs als Naturdenkmal geschützte Objekte, davon ein flächenhaftes Naturdenkmal (FND) und fünf Einzelgebilde-Naturdenkmale (END).
Stand: 1. November 2016.

## Flächenhafte Naturdenkmale (FND)
| Name                     | Bild | Kennung     | Einzelheiten   | Position | Fläche Hektar | Datum         |
| ------------------------ | ---- | ----------- | -------------- | -------- | ------------- | ------------- |
| Torfried                 | BW   | 84370780006 | Meßkirch, Wald | ⊙        | 4,6           | 21. Okt. 1939 |
| Legende für Naturdenkmal |      |             |                |          |               |               |

## Einzelgebilde (END)
| Name                          | Bild | Kennung     | Einzelheiten | Position | Fläche Hektar | Datum        |
| ----------------------------- | ---- | ----------- | ------------ | -------- | ------------- | ------------ |
| Eiche                         |      | 84371180001 | Wald         | ???      | 0,0           | 18. Mai 1971 |
| Linde an der Straße           |      | 84371180003 | Wald         | ???      | 0,0           | 18. Mai 1971 |
| Linde gegenüber dem Schulhaus |      | 84371180002 | Wald         | ???      | 0,0           | 18. Mai 1971 |
| Sommerlinde                   |      | 84371180004 | Wald         | ???      | 0,0           | 18. Mai 1971 |
| 3 Linden                      |      | 84371180005 | Wald         | ???      | 0,0           | 18. Mai 1971 |
| Legende für Naturdenkmal      |      |             |              |          |               |              |